# Extraktoři
Extraktoři jsou šestidílný český špionážní thriller natočený v produkci Voyo Originál, jenž čerpá inspiraci ze skutečných událostí. 
Příběh je inspirován skutečnými událostmi. Natáčení samotné probíhalo nejen v Praze a Středních Čechách, ale také v Turecku. Autorem námětu i spoluscenáristou je investigativní novinář Jaroslav Kmenta.
Na léto 2025 je naplánované natáčení druhé řady v Turecku.

## Děj
Příběh se zaměřuje na speciální jednotku české rozvědky, známou jako Extraktoři. Jednotka operuje v tajnosti a jejím hlavním posláním je zajištění bezpečného návratu ohrožených Čechů ze zahraničí. Jejich práce je plná rizik, neboť se často ocitají ve složitých situacích daleko od domova – v cizích zemích, v nepřátelském prostředí.
Extraktoři nabízejí vhled do světa špionáže a mezinárodních tajných operací. Přináší pohled do zákulisí vyjednání s teroristy, což je téma, o němž vlády světa často mlčí, ačkoliv se účastní neoficiálně. Extraktorům jde o to zajistit bezpečnost českých občanů za hranicemi, a to i za cenu složitých vyjednávání a řešení mimo tradiční diplomatické kanály.

## Obsazení
| Pavla Gajdošíková     | plk. Mgr. Leona Váchová           |
| Jakub Štáfek          | operativec kpt. Bc. Theodor Walla |
| Jan Révai             | operativec kpt. Mgr. Petr Čech    |
| Ján Koleník           | státní zástupce JUDr. Viktor Suk  |
| Jitka Schneiderová    | Ivana Váchová, matka Leony        |
| Sofie Anna Švehlíková | Monika Váchová, dcera Leony       |
| David Lucas Papa      | Abdul Šejch Al Rašíd              |
| Gabriela Heclová      | Tereza Maláčová                   |
| Michaela Petřeková    | Dana Vojtová                      |
| Jiří Štrébl           | Gen. Mgr. Antonín Machar          |
| Roman Zach            | vicepremiér Mgr. Jan Švejda       |
| Matěj Dadák           | vyšetřovatel mjr. Václav Nováček  |
| Klára Cibulková       | soudkyně JUDr. Linda Adamcová     |
| Janusz Hummel         | velvyslanec Karel Mareš           |
| Tomáš Pavelka         | tajemník Jiří Vlach               |
| Lukáš Duy Anh Tran    | analytik Richard „Spinner“ Lapko  |
| Radek Bruna           | psycholog PhDr. Adam Kratochvíl   |
| Jiří Ployhar          | novinář Filip Kracík              |
| Vlastina Svátková     | doktorka MUDr. Miluše Polánecká   |
| Ladislav Hampl        | JUDr. Richard Hubáček             |
| David Kraus           | JUDr. Robert Ptáček               |
| Jaroslav Plesl        | Miroslav Pouzar                   |
| Viktor Zavadil        | Dušan Pazdera                     |
| Zuzana Čapková        | Marcela Vojtová                   |
| David Matásek         | Robert Maláč                      |
| Zuzana Novotná        | Kristyna Maláčová                 |
| Martina Preissová     | Jitka Maláčová                    |
| Jordan Haj            | tajemník Abdul                    |
| Barbora Mottlová      | kurátorka Aneta                   |

## Seznam dílů
| Pořadí | Původní název | Režie             | Scénář                                    | Datum premiéry     |
| --- | ------------- | ----------------- | ----------------------------------------- | ------------------ |
| 1 | Únos          | Roman Kašparovský | Jaroslav Kmenta Jan Stehlík Evita Naušová | 27. října 2023     |
| Tereza s Danou putují pozemní cestou do Indie. V Praze se ve stejnou dobu pod velením Leony Váchové chystá zatčení Abdula Šejcha Al Rašída. Po akci dostává Leona rozkaz soustředit se na případ obou dívek, které zmizely v Pákistánu. Leona kontaktuje dva české agenty operující v této oblasti – Petra Čecha a Theodora Wallu. |               |                   |                                           |                    |
| 2 | Tým           | Roman Kašparovský | Jaroslav Kmenta Jan Stehlík Evita Naušová | 3. listopadu 2023  |
| Petr a Theodor v Pákistánu pátrají po únoscích. Je ale ohrožena jejich krycí identita a oba se musí vrátit do Prahy. Leona zjišťuje, že v kauze šejcha Al Rašída se manipulovalo s důkazy. Podaří se jí dostat k Al Rašídovi svého člověka? V soukromí musí řešit eskalující problém s mladší sestrou Monikou.                     |               |                   |                                           |                    |
| 3 | Naděje        | Roman Kašparovský | Jaroslav Kmenta Jan Stehlík Evita Naušová | 10. listopadu 2023 |
| Únosci zveřejňují první video natočené s unesenými dívkami. Schází se krizový štáb, Leona čelí tlaku rodičů i nadřízených. V centru Prahy se uskuteční hon na muže podezřelého z vazby na únosce. Obstojí přátelství obou dívek v drsných podmínkách zajetí? Jaké rodinné tajemství odhalí Leonina sestra Monika?                  |               |                   |                                           |                    |
| 4 | Bouře         | Roman Kašparovský | Jaroslav Kmenta Jan Stehlík Evita Naušová | 17. listopadu 2023 |
| Tereza s Danou poznávají Ghazal a její dceru Ayru, na níž si Dana vytváří silnou vazbu. Ve spolupráci s Američany je lokalizováno místo, kde jsou dívky vězněny. Jaké důsledky bude mít Terezin pokus o útěk? Podaří se extraktorům dívky vysvobodit? Tým se přesouvá na místo a čeká na vhodnou chvíli.                           |               |                   |                                           |                    |
| 5 | Dohoda        | Roman Kašparovský | Jaroslav Kmenta Jan Stehlík Evita Naušová | 24. listopadu 2023 |
| Únosci zveřejňují druhé video. Proč se v něm dívky loučí se svými blízkými? Šejch Al Rašíd nabízí české straně možnost jednat s únosci o výkupném. Co za to od české strany chce? Jednání v sultanátu mají dramatický průběh. Dozví se Monika od Leony, co ji vedlo k mnohaleté lži o nich dvou?                                   |               |                   |                                           |                    |
| 6 | Svoboda       | Roman Kašparovský | Jaroslav Kmenta Jan Stehlík Evita Naušová | 1. prosince 2023   |
| Extraktoři dojednávají detaily předání výkupného a převozu dívek domů. Dochází k opětovnému setkání Dany s Terezou. Dana přijala islámskou víru a chce se vrátit domů s osiřelou Ayrou. Předání dívek má nečekaně dramatický průběh. Jaký bude návrat Dany s Terezou zpět k životu na svobodě?                                     |               |                   |                                           |                    |